# Minato
Minato (港区立?, Minato-ku) è uno dei 23 quartieri speciali di Tokyo in Giappone.
Dal 1º luglio 2015, ha una popolazione ufficiale di 243 094 abitanti in un'area di 20,37 km² e una densità di 10 850 persone per km².
Minato ospita 49 ambasciate ed è sede di varie società: Dentsu, Fuji Xerox, Mitsubishi Heavy Industries Ltd., e Mitsubishi Motors Corporation, Morinaga & Co. e Morinaga Milk Industry Co., NEC Corporation, Nippon Television, Nikon, Toshiba e SoftBank, Sony e Volvo Cars Japan.

## Geografia fisica
Geograficamente è posta a sud del palazzo imperiale e confina con i quartieri speciali di Chiyoda, Chūō, Kōtō, Shinagawa, Shibuya e Shinjuku.

### Distretti
- Akasaka
- Atago
- Azabudai
- Azabu-Jūban
- Azabu-Mamianachō
- Azabu-Nagasakachō
- Hamamatsuchō
- Higashi-Azabu
- Higashi-Shinbashi
- Kaigan
- Kita-Aoyama
- Kōnan
- Minami-Aoyama
- Minami-Azabu
- Mita
- Moto-Akasaka
- Moto-Azabu
- Nishi-Azabu
- Nishi-Shinbashi
- Daiba
- Roppongi
- Shiba Kōen
- Shiba
- Shibadaimon
- Shibaura
- Shinbashi
- Shiodome
- Shirokane
- Shirokanedai
- Takanawa
- Toranomon

## Storia
Il quartiere fu fondato il 15 marzo 1947 con la fusione di Akasaka, Azabu e Shiba. Il nome minato significa "porto".

## Politica e governo
Minato è governata dal sindaco Masaaki Takei, un indipendente sostenuto da tutti i maggiori partiti, tranne il Partito comunista giapponese. L'assemblea legislativa città ha 51 membri ed è dominata dal Partito Liberal Democratico.

## Luoghi
- Centro nazionale delle Arti di Tokyo
- Palazzo Akasaka
- Roppongi Hills
- Santuario di Fushimi Sanpō Inari
- Shrine Atago
- Stadio Principe Chichibu
- Tsuki no Misaki
- TV Tokyo
- Università Keio
- Università Meiji Gakuin
- Zōjō-ji

## Infrastrutture e trasporti

### Ferrovie
- Linea Keikyū (Stazione di Shinagawa)
- Toei
  - Toei Asakusa (Shimbashi, Daimon, Mita, Sengakuji, Takanawadai)
  - Toei Oedo (Shiodome, Daimon, Akabanebashi, Azabu-juban, Roppongi, Aoyama-itchome)
  - Toei Mita (Uchisaiwaicho, Onarimon, Shiba-koen, Mita, Shirokane-Takanawa, Shirokanedai)
- Tokyo Metro
  - Linea Chiyoda (Akasaka, Nogizaka, Omotesando)
  - Linea Ginza (Shimbashi, Toranomon, Tameike-sanno, Akasaka-mitsuke, Aoyama-itchome, Gaienmae, Omotesando)
  - Linea Hanzomon (Aoyama-itchome, Omotesando)
  - Linea Hibiya (Kamiyacho, Roppongi, Hiroo)
  - Linea Marunouchi (Akasaka-mitsuke)
  - Linea Namboku (Tameike-sanno, Roppongi-itchome, Azabu-juban, Shirokane-Takanawa, Shirokanedai)
- East Japan Railway Company (JR East)
  - Keihin-Tohoku/Yamanote (Shimbashi, Hamamatsucho, Tamachi, Shinagawa)
  - Tōkaidō (Shimbashi, Shinagawa)
  - Yokosuka (Shimbashi, Shinagawa)
- Central Japan Railway Company (JR Central)
  - Tōkaidō Shinkansen (Shinagawa)
- Monorotaia di Tokyo (Hamamatsucho)
- Yurikamome (Shimbashi, Shiodome Station, Takeshiba, Hinode, Shibaura-futo, Odaiba-kaihin-koen, Daiba)

### Strade
- Shuto Expressway:
  - No. 1 Haneda Route (Edobashi JCT – Iriya)
  - No. 2 Meguro Route (Ichinohashi JCT – Togoshi)
  - No.11 Daiba Route (Shibaura JCT – Ariake JCT)
  - B Bayshore Route (Namiki – Kawasaki-ukishima JCT)
  - C1 Inner Loop (Edobashi – Takaracho – Kyobashi – Ginza – Shiodome – Hamazakibashi – Shiba Park – Tanimachi – Kasumigaseki – Daikanmachi – Edobashi)
- Strade nazionali:
  - Route 1 (Sakurada-dori)
  - Route 15 (Dai-Ichi Keihin)
  - Route 246 (Aoyama-dori)
- altre strade principali:
  - Atago-dori
  - Kaigan-dori
  - Kyu-kaigan-dori
  - Gaien-higashi-dori
  - Gaien-nishi-dori
  - Hibiya-dori
  - Roppongi-dori

### Marittimi
Il terminal traghetti principale di Tokyo si trova adiacente alla stazione di Takeshiba sul Yurikamome, a est della Stazione di Hamamatsuchō.

## Aziende
Kino Films